# BG Grup 4 Eylül Stadyumu
Das Yeni 4 Eylül Stadyumu (auch Yeni 4 Eylül Stadı, deutsch Neues Stadion des 4. September) ist ein Fußballstadion in der türkischen Stadt Sivas, Hauptstadt der gleichnamigen Provinz, in Zentralanatolien. Die neue Fußballarena ersetzte das 1984 fertiggestellte Sivas 4 Eylül Stadı als Heimstätte des Fußballclubs Sivasspor. Der Eigentümer ist das Türkiye Cumhuriyeti Gençlik ve Spor Bakanlığı (deutsch Ministerium für Jugend und Sport der Republik Türkei). Der Name des Stadions bezieht sich auf den 4. September 1919, als der Kongress von Sivas während des türkischen Befreiungskrieges stattfand. 

## Geschichte
Während das alte Sivas 4 Eylül Stadı südwestlich des Stadtzentrums liegt, wurde der Neubau, etwa zwei Kilometer weiter, am Stadtrand im Südwesten errichtet. Auf 130.000 m² wurden das Stadion und die angrenzenden Parkplatzflächen errichtet. Die Erdarbeiten begannen mit dem Spatenstich am 25. Mai 2013. Wie bei vielen neugebauten Fußballstadien in der Türkei stammt der Entwurf vom Architekturbüro Bahadır Kul Architects. Der Auftraggeber war die Toplu Konut İdaresi Başkanlığı (TOKİ, deutsch Staatliche Wohnungsbaubehörde). Wichtig beim Entwurf und dem Bau war die Berücksichtigung der klimatischen Bedingungen in Sivas. Es ist dort kalt, trocken und windig. Daher wurde die Nordseite gegen den kalten Nordwind mit einer geschlossenen, doppelwandigen Fassade verkleidet. Der Zwischenraum wurde mit einem Luftkissen zur Isolierung ausgestattet. In den Sommermonaten können perforierte Flächen in dem Bereich geöffnet werden, um die Belüftung und die Temperatur im Stadion zu einem gewissen Grad kontrollieren zu können. Die Ost- wie die Westseite wurden mit großen Verglasungen versehen. Durch die Sonneneinstrahlung und die erzeugte Wärme werden Heizkosten gespart. Auf der südlichen Seite des Arenadachs wurden eine Photovoltaikanlage verbaut. Diese liefert im Schnitt täglich ca. 800 kWh, was etwa dem Verbrauch von 160 Haushalten entspricht. Es werden auf dem Dach Regenwasser und Schnee gesammelt und im Stadion verbraucht. Auch wird Grauwasser genutzt. Die Sportstätte bietet auf den Rängen 27.532 Sitzplätze, die in den Vereinsfarben Rot und Weiß gestaltet sind. Über dem Oberrang besteht noch Platz für eine Erweiterung, durch die geänderte Dachkonstruktion befinden sich dort aber Dachstützen. Das Stadion hat eine Gesamtfläche von 58.700 m², die sich auf fünf Etagen, vier oberirdisch und eine unterirdisch, erstreckt. Bei Vertragsabschluss lagen die Baukosten bei 82 Mio. TRY. Die für den Bau festgelegte Zeitspanne von 800 Tagen wurde mit über 1100 Tagen überschritten. Sivasspor weihte die neue Heimstätte am 14. August 2016 mit einer Partie gegen Tokatspor (3:1) ein.